# Сучат Саватси
Сучат Саватси (тайск.: สุชาติ สวัสดิ์ศรี; 24 июня 1945 года, Аюттхая, Таиланд) — тайский писатель. Считается одним из самых прогрессивных писателей в современной тайской литературе. 

## Детство
Сучат Саватси родился в провинции Аюттхая в Таиланде в 1945 году. Родители Сучата покинули Бангкок ещё во время Второй мировой войны, спасаясь от бомбежек. После войны семья вернулась в столицу. Отец Сучата работал военным врачом, мать — из фермерской семьи, занималась хозяйством, воспитанием сына. Сучат учился в школе при буддийском храме. В одном из своих интервью Сучат признавался, что зарплаты отца едва хватало на покупку необходимых вещей (в семье было четыре ребёнка). Мальчик очень любил читать, но дома почти не было никаких книг, кроме медицинских справочников. Сучат вспоминал, как он несколько раз брал деньги из маминых заначек и покупал книги. После серьёзного выговора и унизительного наказания Сучат решил зарабатывать собственные деньги: устроился продавать кофе на железнодорожной станции. В 12 лет написал свой первый короткий рассказ.

## Образование
После школы Сучат поступил в Тхаммасатский университет в Бангкоке на факультет свободных искусств. В университете увлекался историей Таиланда, всемирной историей. Сучат с детства очень любил читать, в юношестве увлекался работами Кулаба Сайпрадита, Аката Дамкенга и других популярных тайских писателей. Кроме того, Сучат посещал занятия по современной литературе. Одной из его преподавательниц была Докмайсот, одна из самых известных тайских писательниц. Позже Сучат писал, что именно благодаря ей начал читать зарубежную литературу, хотя английский язык давался ему с трудом. Тем не менее, Сучата это не расстраивало: юноша много часов за книгами по иностранному языку, совершенствовал переводы с тайского языка на английский. В университете посещал клуб «Полумесяц», куда входили студенты, увлекающиеся литературой, а также начинающие писатели, многие из которых позже получили признание в Таиланде и за рубежом.

## Карьера
Сучат Саватси был главным редактором двух тайских журналов. С 1977 по 1983 гг. в Таиланде издавался ежемесячный журнал «Мир книги» (тайск.:"โลกหนังสือ"), с 1978 по 1999 гг. — журнал «Букет». В статьях журналов поднимались остросоциальные темы. Так, часто статьи были посвящены коррупционным и политическим скандалам. Считается, что именно благодаря журналистской деятельности Сучата Саватси читатели познакомились с неизвестными ранее тайскими и зарубежными писателями и поэтами, работы которых Сучат Саватси активно публиковал в своих журналах. В 1972 году Сучат Саватси выпустил сборник коротких рассказов «Тишина», который принес писателю ещё большую популярность.